# بيتر ستيرلينغ
بيتر ستيرلينغ (بالإنجليزية: Peter Sterling)‏ هو لاعب دوري الرغبي أسترالي، ولد في 16 يونيو 1960 في توومبا في أستراليا.